# Entomophaga
Genre
Entomophaga est un genre de champignons entomopathogènes de l'ordre des Entomophthorales. 
Parmi les espèces les plus connues figurent Entomophaga grylli et Entomophaga maimaiga, qui infectent les Caelifera (criquets) et les Lymantria respectivement.

## Liste d'espèces
Selon Index Fungorum (14 mai 2014) :
- Entomophaga antochae S. Keller 2007
- Entomophaga aulicae (E. Reichardt) Humber 1984
- Entomophaga batkoi (Bałazy) S. Keller 1988
- Entomophaga bukidnonensis Villac. & Wilding 1994
- Entomophaga calopteni (Bessey) Humber 1989
- Entomophaga conglomerata (Sorokīn) S. Keller 1988
- Entomophaga diprionis Bałazy 1993
- Entomophaga domestica S. Keller 1988
- Entomophaga grylli (Fresen.) A. Batko 1964
- Entomophaga kansana (J.A. Hutchison) A. Batko 1964
- Entomophaga lagriae Bałazy 1993
- Entomophaga maimaiga Humber, Shimazu & R.S. Soper 1988
- Entomophaga ptychopterae (S. Keller & Eilenberg) A.E. Hajek & Eilenberg 2003
- Entomophaga pyriformis Bałazy 1993
- Entomophaga saccharina (Giard) A. Batko 1964
- Entomophaga tabanivora (J.F. Anderson & Magnar.) Humber 1984
- Entomophaga tenthredinis (Fresen.) A. Batko 1964
- Entomophaga thuricensis S. Keller 2007
- Entomophaga tipulae (Fresen.) Humber 1989
- Entomophaga transitans (S. Keller) A.E. Hajek & Eilenberg 2003

Selon NCBI (14 mai 2014) :
- Entomophaga aulicae
- Entomophaga calopteni
- Entomophaga conglomerata
- Entomophaga destruens
- Entomophaga grylli
- Entomophaga maimaiga